# حجت أباد (أرسك)
حجت أباد (بالفارسية: حجت‌آباد) هي مستوطنة تقع في إيران في قسم أرسك الريفي. يقدر عدد سكانها بـ 72 نسمة .